# Dura-máter
A dura-máter, ou dura, é a mais externa das três meninges que envolvem o cérebro e a medula espinhal. É derivado da Mesoderme. As outras duas camadas meníngicas são a pia-máter e a aracnoide. A dura envolve o cérebro e a medula espinhal e é responsável por manter o líquido cefalorraquidiano. O nome dura-máter é derivado do Latim "mãe dura" ou "mãe resistente", e é também chamada de paquimeninge. A dura tem sido descrita como "resistente e inflexível" e "como couro".

## Camadas e funções

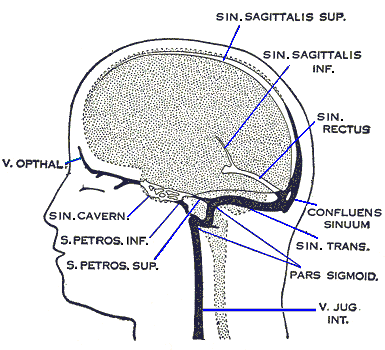

A dura-máter tem diversas funções e camadas. A dura-máter é uma camada que envolve a aracnoide. Ela envolve e suporta o seio dural (também chamado de seio dural venoso, seio cerebral, ou seio craniano) e carrega sangue do cérebro em direção ao coração.
A dura-máter tem duas camadas (lâminas): A camada superficial - que serve como periósteo craniano interno, chamado de endocrânio; e uma camada profunda, a verdadeira dura-máter.

### Reflexões e dobras durais

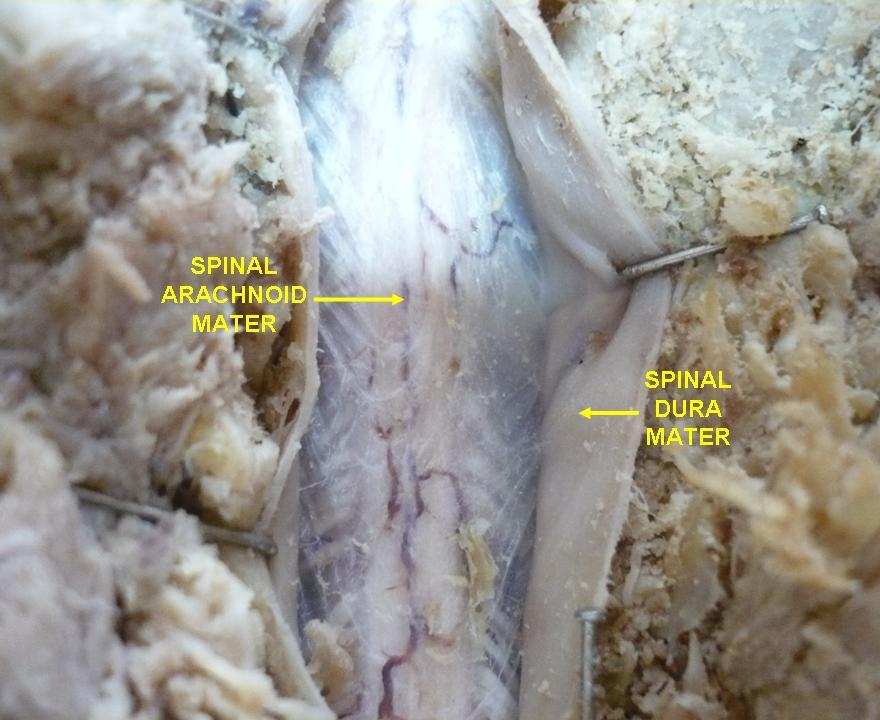
Dura-máter espinhal

A dura se separa em duas camadas nas reflexões durais (também conhecido como dobras durais), lugar onde a camada dural interna é refletida como protusões foliáceas para dentro da cavidade craniana. Existem duas principais reflexões durais:
- O tentório do cerebelo existe entre e separa o cerebelo e o tronco cerebral dos lobos occipitais do cérebro.[3]
- O falx cerebri, que separa os dois hemisférios do cérebro, é localizado na fissura inter-hemisférica (ou fissura cerebral longitudinal) entre os hemisférios.[4]

Outras duas dobras internas incluem o cerebellar falx e o diafragma selar.
- O cerebellar falx (ou Falx cerebelli) é a dobra interna vertical que encontra-se abaixo do tentório cerebelar na parte posterior da fossa craniana. Ela separa parcialmente os hemisférios cerebelares.
- O diafragma selar é a menor dobra interna e é uma folha circular da dura que está suspensa entre os processos clinoides, formando um teto parcial sobre a fossa da hipófise. O diafragma selar cobre a glândula pituitária nessa fossa e tem uma pequena abertura para a passagem do infundíbulo e as veias da hipófise.

## Drenagem
As duas camadas da dura-máter correm juntas através de quase todo o crânio. Aonde se separam, o espaço entre elas é chamado de seio venoso dural. Esses seios drenam sangue e fluido encefalorraquidiano do cérebro e jogam dentro da veia jugular interna.
Eles drenam através da arachnoid villi, que são ramos da aracnoide (a camada meníngea média) que se estendem para dentro dos seios venosos. Essas villi funcionam como uma válvula de direção única.
Veias meníngeas, que correm através da dura-máter, e veias-ponte, que drenam o tecido neural sobreposto e punciona a dura-máter, esvaziam-se dentro dos seios durais. A ruptura de uma veia-ponte causa o hematoma subdural.

## Patologia
Várias patologias envolvem a dura-máter. O hematoma subdural ocorre quando há um acúmulo anormal de sangue entre a dura e a aracnoide, normalmente como resultado de lesão em veias-ponte em decorrência de trauma no crânio. O hematoma epidural é o acúmulo de sangue entre a dura e a superfície interna do crânio, normalmente em decorrência de sangramento arterial.
Em 2011, Scali et at., descobriu uma conexão entre o tecido macio do rectus capitis posterior maior e a dura-máter cervical. Diversas patologias pode estar relacionadas a esta conexão anatomica como dores de cabeça, neuralgia trigeminal e outros sintomas que envolvem a dura cervical (Spine 2011). O Rectus Capitis Posterior Menor tem um anexo similar como descrito por Hack et al. em 1995.
O músculo dural, a conexão ligamentosa dural na espinha cervical superior e áreas occipitais podem prover repostas anatômicas e fisiológicas para a causa das dores de cabeça cervicogênicas. Essa proposta poderia então explicar a eficácia da manipulação no tratamento da dor de cabeça cervigogênica.

## Suprimento sanguíneo
A artéria meníngea média supre a maior parte do sangue para a dura-máter, mas os ramos meníngeos da artéria etmoidal anterior e posterior também contribuem.

## Inervação
A inervação sensória da dura-máter supratentorial é via pequenos ramos meníngeos do nervo trigeminal (V1, V2 e V3). A inervação para a dura-máter infratentorial são os nervos cervicais superiores.
A Ectasia Dural é o crescimento da dura e é comum em desordens de tecido conectivo, como síndrome de Marfan e síndrome de Ehlers-Danlos.
Vazamento espontâneo de Líquido Cefalorraquidiano é a perda de volume e pressão do Líquido Cefalorraquidiano devido a buracos (furos) na dura-máter.

## Imagens adicionais

Representação diagramática da seção do topo do crânio, mostrando as membranas do cérebro, etc..
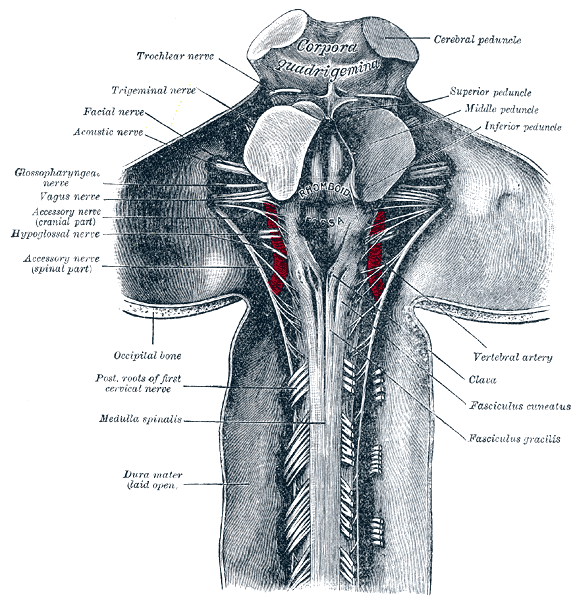
Upper part of medulla spinalis and hind- and mid-brains; posterior aspect, exposed in situ.
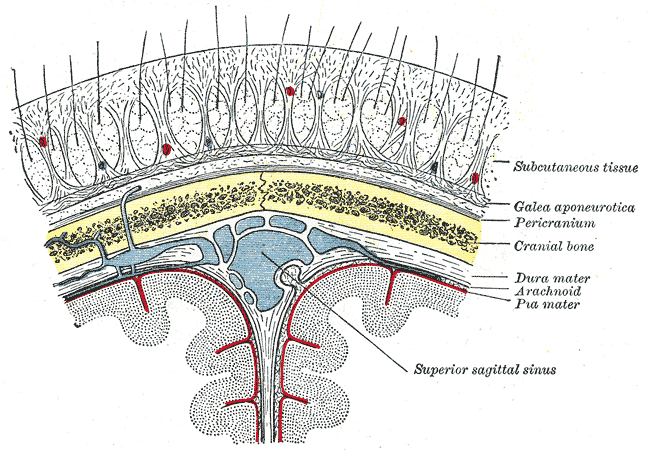
Seção diagramática do escalpo.
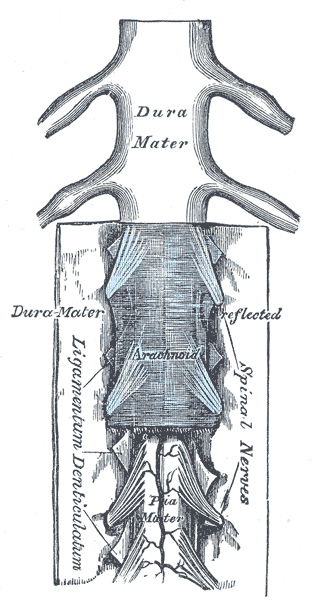
Dura-máter.
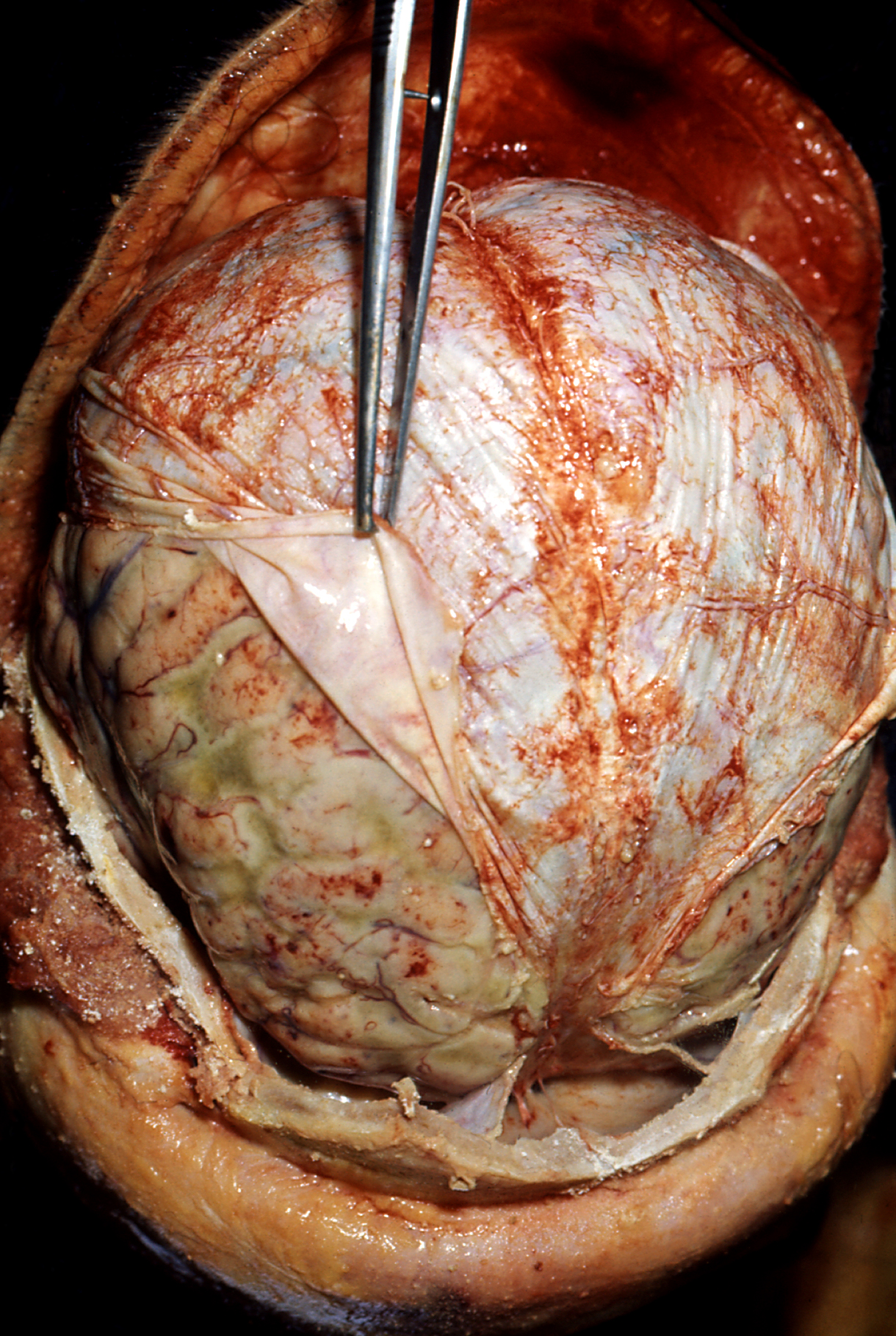
Autopsy photo from the CDC: The white "sheet" being held by the forceps is the dura mater.
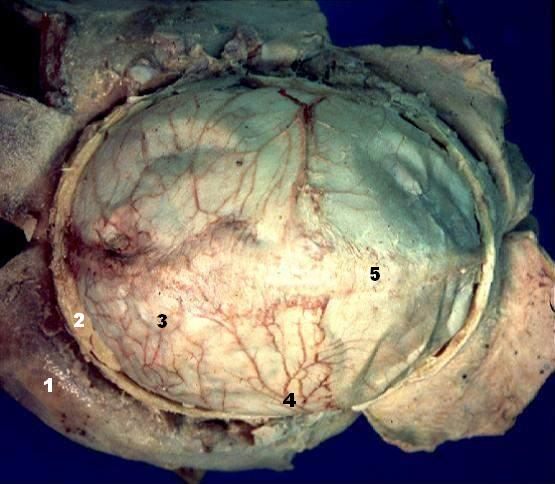
Human brain dura mater
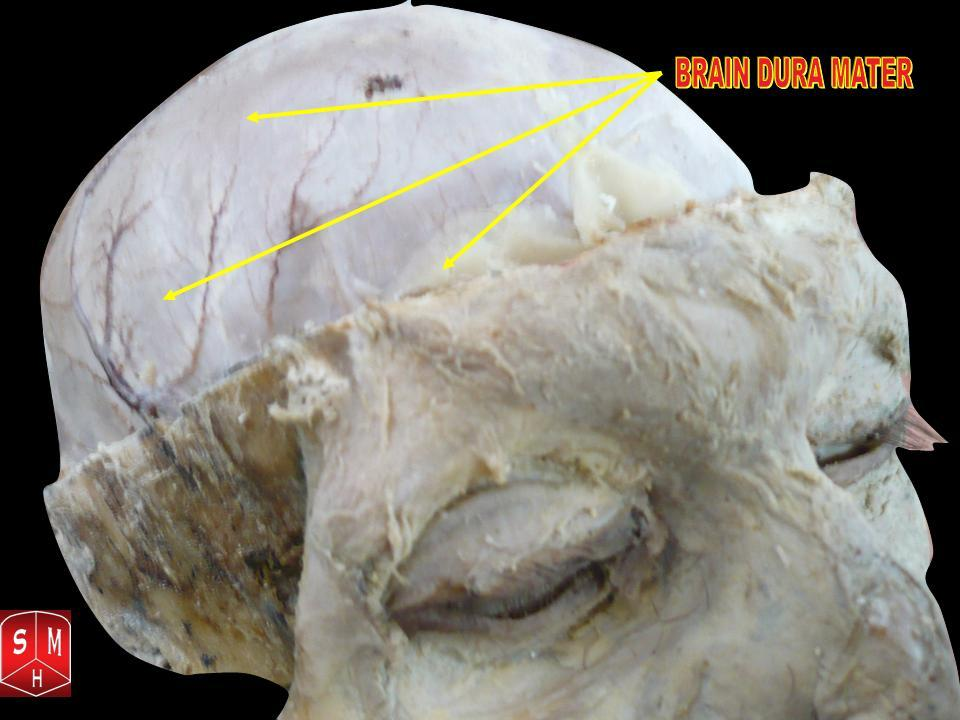
Dura mater
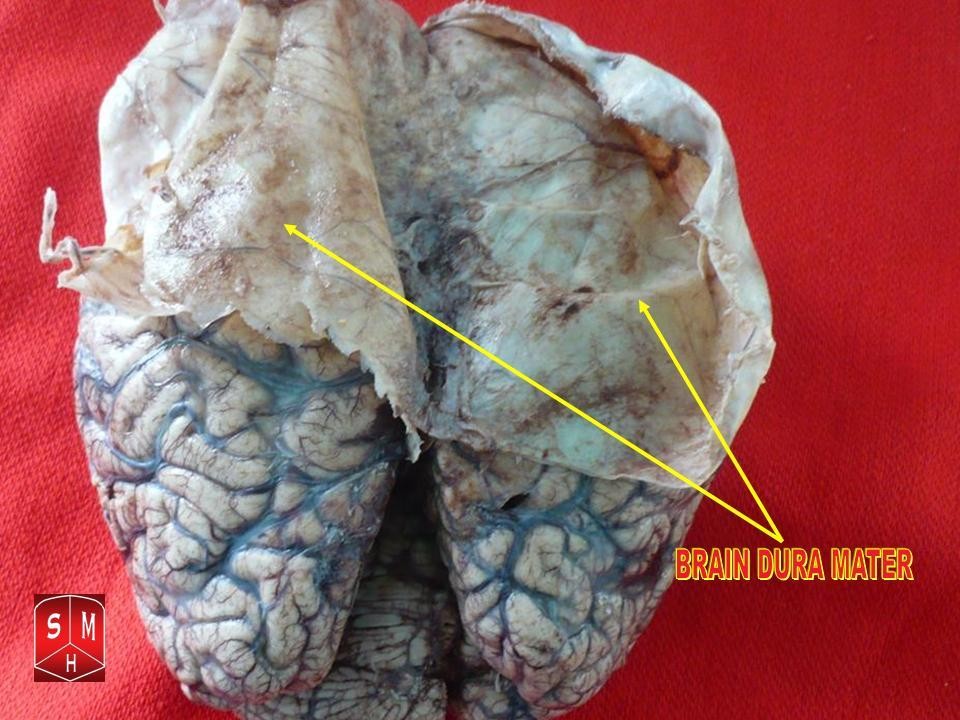
Cranian dura mater